# 20631 Stefuller
20631 Stefuller è un asteroide della fascia principale. Scoperto nel 1999, presenta un'orbita caratterizzata da un semiasse maggiore pari a 2,3445298 UA e da un'eccentricità di 0,1343968, inclinata di 7,36778° rispetto all'eclittica.